# کارل پالاتو
کارل پالاتو (استونیایی: Karl Palatu؛ زادهٔ ۵ دسامبر ۱۹۸۲) بازیکن فوتبال اهل استونی است.
از باشگاه‌هایی که در آن بازی کرده‌است می‌توان به باشگاه فوتبال پایده لینامیسکوند، باشگاه فوتبال فلورا تالین، باشگاه فوتبال ویلیاندی تولویک، باشگاه فوتبال لوادیا تالین، و باشگاه فوتبال سوگندال اشاره کرد.
وی همچنین در تیم‌های ملی فوتبال زیر ۲۱ سال استونی، استونی، و اتحادیه فوتبال استونی بازی کرده‌است.